# Saint-Raphaël (Haiti)
Saint-Raphaël (em crioulo haitiano: Sen Rafayèl, em espanhol: San Rafael de la Angostura) é uma comuna do Haiti, situada no departamento do Norte e no arrondissement de Saint-Raphaël. De acordo com o censo de 2003, sua população total é de 37.739 habitantes.